# Thomas Parry (Vater)

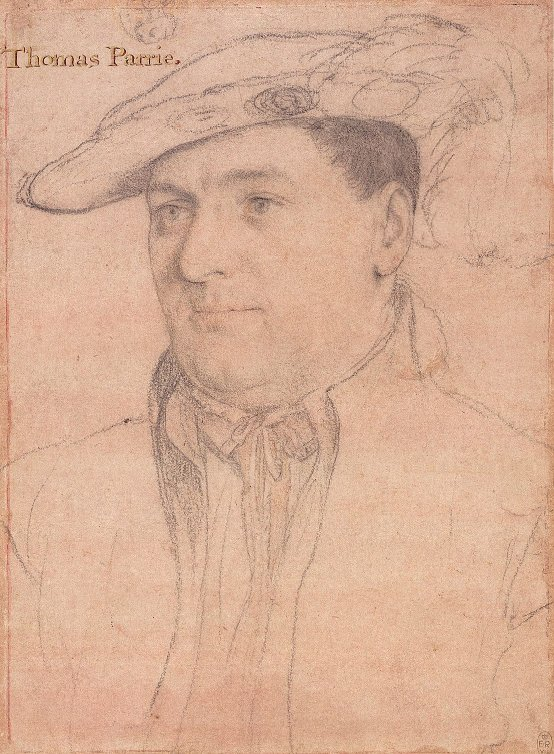
Sir Thomas Parry auf der Zeichnung von Hans Holbein d. J., etwa 1538/40 gearbeitet

Sir Thomas Parry, eigentlich ap Harry, (* um 1515 in Cwmdu, Wales; † 15. Dezember 1560) war ein englischer Höfling und Inhaber verschiedener Ämter, vor allem unter Elisabeth I., sowie viermal gewähltes Mitglied des House of Commons.

## Frühe Jahre
Parry wurde in Wales als Sohn Henry Vaughans geboren, sein Großvater Sir Thomas Vaughan wurde unter König Richard III. hingerichtet. Durch den mit ihm befreundeten und entfernt verwandten William Cecil, 1. Baron Burghley kam er wohl an den Hof König Edwards VI. Er trat erstmals 1536 in Erscheinung, möglicherweise als Sekretär Sir John Dudleys, was ihm Zugang zu Thomas Cromwell, 1. Earl of Essex verschaffte. Um diese Zeit änderte er seinen walisischen Taufnamen in Parry. Für Cromwell führte er verschiedene Aufträge aus, so im März 1536 die Untersuchung eines Juwelendiebstahls aus der Kathedrale von Winchester. Er blieb in dessen Dienst bis 1540. Aus dieser Zeit stammt das heute in Windsor Castle als Teil der Royal Collection aufbewahrte Porträt Parrys, eine Zeichnung von Hans Holbein dem Jüngeren.

## Heirat und Höfling Prinzessin Elisabeths
Parry heiratete 1539 Anne Fortescue, die Witwe des hingerichteten und späteren römisch-katholischen Seligen Sir Adrian Fortescue, mit ihr, die bereits fünf Kinder hatte, wurde er Vater zweier Söhne und von zwei Töchtern. Für Anne war es nach Fortescue die dritte Ehe, ihr erster Ehemann war Sir Gilles Greville. Die Ehe scheint zunächst nicht glücklich gewesen zu sein, sie verließ ihn nach der Hochzeit vorübergehend und kehrte erst 1540 zurück.
Parry entstammte einer protestantischen Familie, dennoch durfte er während der Regentschaft Marias I. am Hof deren Halbschwester Prinzessin Elisabeths, der späteren Königin Elisabeth I., Dienst verrichten, Elisabeth scheint ihm vertraut zu haben, sie ernannte ihm zum Steward.

## Mitglied des House of Commons
Seine erste Wahl zum Unterhaus erfolgte 1547, er wurde als Burgess für Wallingford gewählt, ein zweites Mal 1553, die dritte 1555, seine letzte Wahl, ein Jahr vor seinem Tod 1559 erfolgte als Knight of the Shire für Hertfordshire.

## Ritterschlag, Ämter und letzte Jahre
1558 wurde für Parry zum Jahr des Höhepunktes seiner Laufbahn, Elisabeth schlug ihn anlässlich ihrer Krönung zum Knight Bachelor und ernannte ihn zum Comptroller of the Household am 20. November 1558 sowie zum Mitglied des Privy Councils. Ein Jahr später erfolgte noch die Ernennung zum Master of the court of wards and liveries.
Parry starb am 15. Dezember 1560, er wurde in Westminster Abbey beigesetzt.
Sein erstgeborener Sohn, nach ihm Thomas Parry genannt, wurde ebenfalls Mitglied des Unterhauses. Er war zudem Botschafter in Frankreich und wurde 1601 nobilitiert.